# Lungenheilstätte Borna

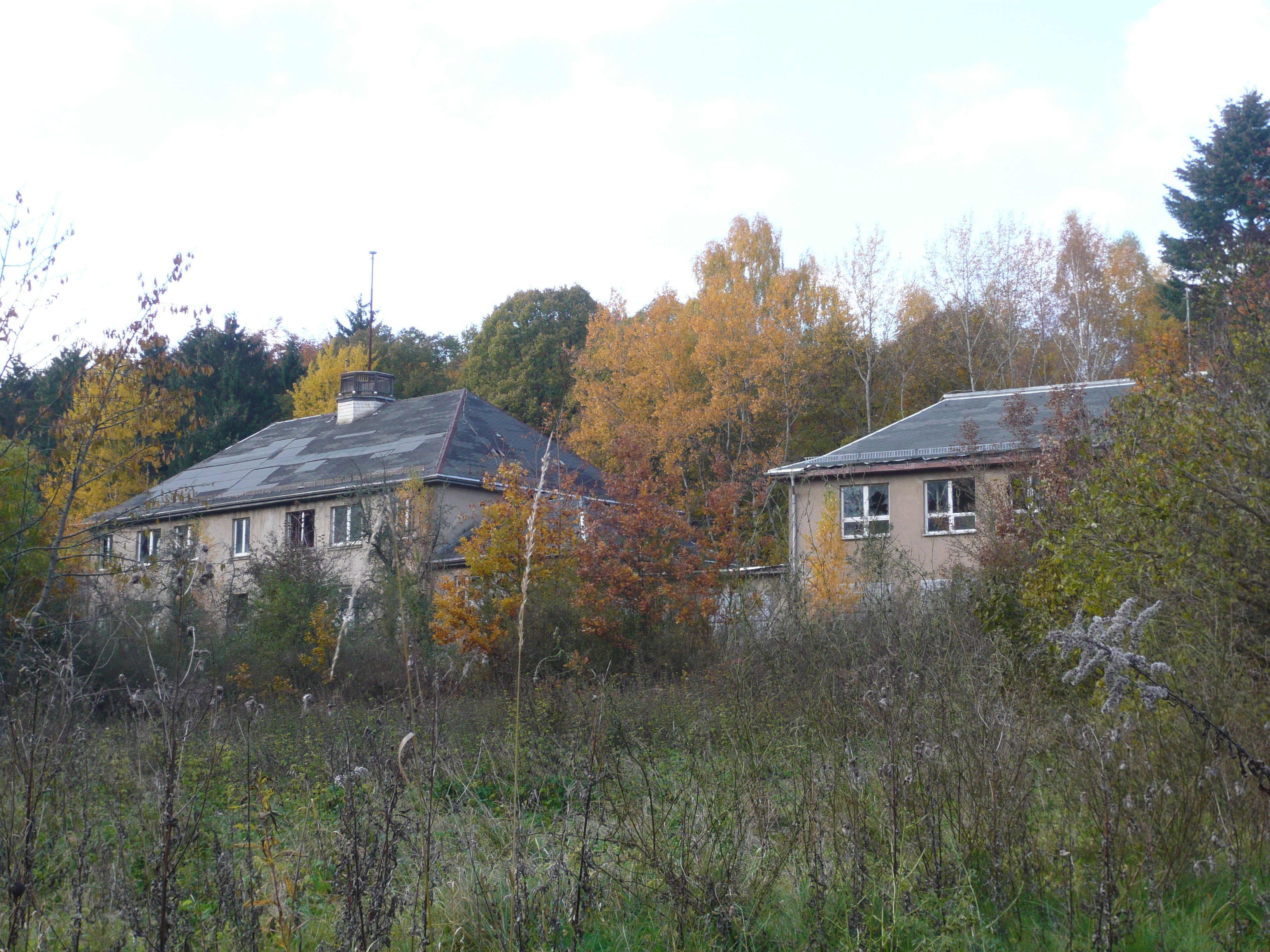
Verlassene Gebäude der Lungenheilstätte Borna, Oktober 2011

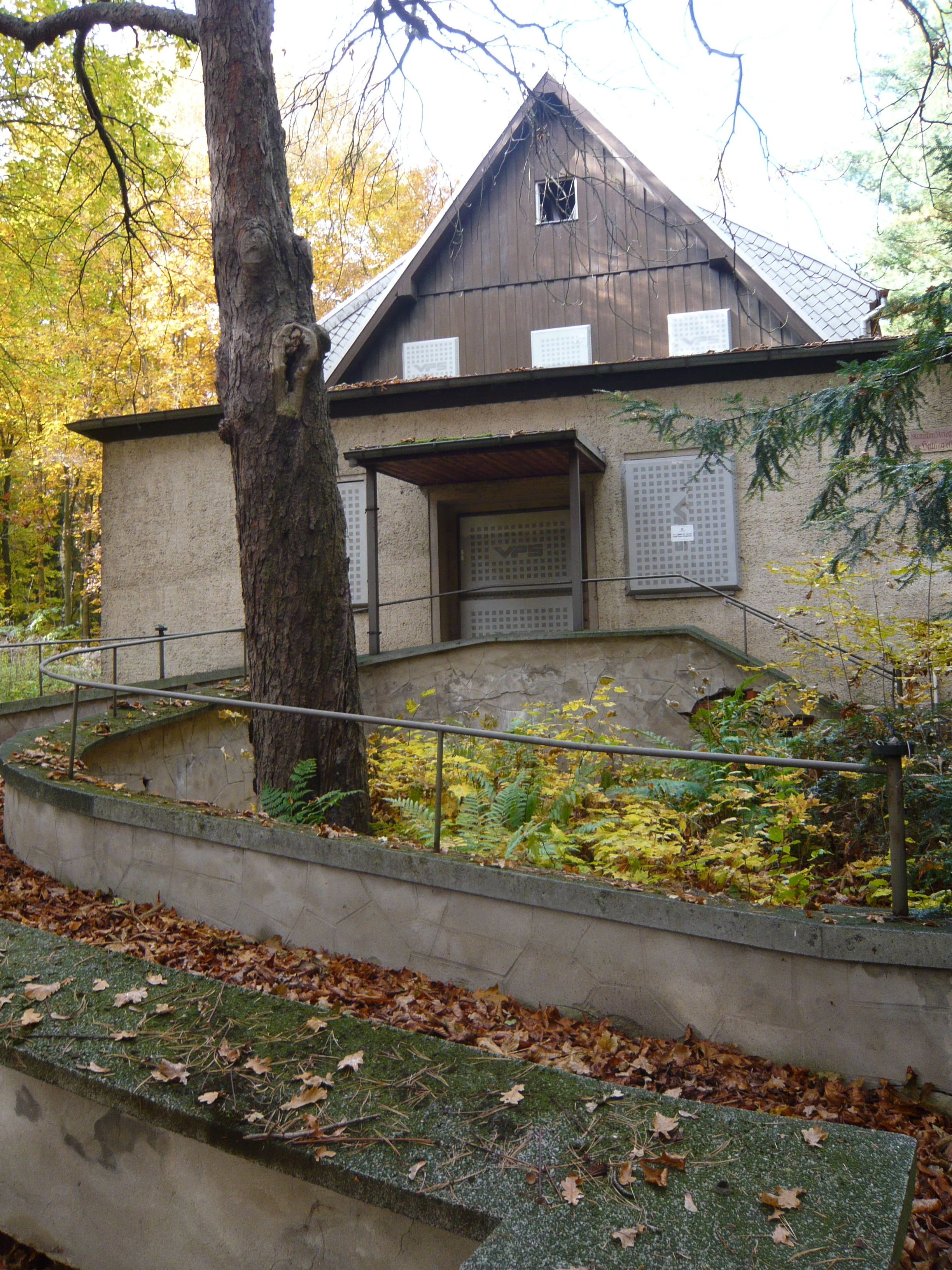
Weiteres leerstehendes Haus des Gebäudekomplexes, Oktober 2011

Die Lungenheilanstalt Borna, welche 1906 als König-Friedrich-August-Walderholungsstätte vom Verein zur Bekämpfung der Schwindsucht in Chemnitz und Umgebung gegründet wurde, widmete sich bis 1998 der Behandlung von Tuberkulose und anderen Lungenerkrankungen.

## Von der Gründung bis in die 1920er Jahre
Die im Crimmitschauer Wald gelegene Lungenheilstätte verschaffte den Erkrankten Linderung durch Liegekuren und angemessene Verpflegung. Die Einrichtung musste jedoch 1910 den Krankenhausneubauten des Küchwaldkrankenhauses weichen, welches 1915 eröffnet wurde. Ein neuer Standort konnte in Borna, an der Grenze zu den Gemeinden Heinersdorf, Wittgensdorf und Röhrsdorf im Mai 1911 eingeweiht und bezogen werden. Um den Anforderungen an eine Lungenheilstätte zu genügen, wurde unverzüglich mit der Anpflanzung eines Waldes, dem heutigen "Heilstättenwald" begonnen. Der in einer Talmulde gelegene neue Standort zeichnete sich durch günstige klimatische Bedingungen aus.
Die Lungenheilanstalt nahm ausschließlich tuberkulöse, tuberkuloseverdächtige oder sonstig lungenkranke Personen auf. Hierfür standen 140 Betten in fünf Gebäuden zur Verfügung, von denen 72 für die Unterbringung Erwachsener und 68 für die Unterbringung von Kindern vorgesehen waren. Die Einrichtung wurde durch Warmwasser beheizt, verfügte über vier Liegehallen, sowie ein Luft- und ein Sonnenbad. Des Weiteren war die Anstalt mit einem Badehaus, einer Wäscherei, mehreren Desinfektionsräumen und einer Gärtnerei mit Gewächshaus ausgestattet. Ab dem Jahr 1925 trug die sie den Namen Heil- und Erholungsstätte Chemnitz-Borna.

## Das Kinderhaus
Schon 1911 wurde eigens für die Behandlung der tuberkulösen Kinder ein gesondertes Kinderhaus eingerichtet. Im Keller des Hauses waren Heizkessel, eine Badeanlage mit zwei Wannen und zwei Brausen, sowie Wirtschaftskeller untergebracht. 15 Knaben wurden im Erdgeschoss in einem für sie hergerichteten Schlafraum untergebracht. Auch ein Aufenthaltsraum für Knaben und Mädchen, eine Warmküche, ein Abstellzimmer für Schuhe und ein Schwesternzimmer befanden sich im Erdgeschoss, an welches sich eine 16 Meter lange Liegehalle anschloss. Das Obergeschoss des Hauses beherbergte einen Schlafraum für 15 Mädchen, ein Schwesternzimmer und eine Kleiderkammer. Knaben, Mädchen und Personal standen je eine eigene Toilette zur Verfügung. Zur Belüftung der Schlafräume diente neben den Fenstern ein gesonderter Luftschacht. Alle Räume verfügten über Elektrizität.

## Bis zur Schließung des Gebäudekomplexes
Bis in die späten 30er Jahre hinein wurde die Lungenheilstätte durch Neubauten erweitert. Im Zweiten Weltkrieg entstanden durch Artilleriebeschuss größere Schäden an den Gebäuden. Aufgrund dessen veranlasste die Stadt Chemnitz, welche die Heilstätte 1946 übernommen hatte, in den 50er Jahren den Wiederaufbau und die Errichtung weiterer Neubauten. Dank verbesserter Behandlungsmöglichkeiten sank die Zahl der Tuberkulosekranken seit den 60er Jahren. Betrug die Bettenzahl in den 80er Jahren noch circa 125 Betten, so sank sie in den 90er Jahren auf circa 90 Betten.
Mit der Gründung der Chemnitzer Klinik für Innere Medizin IV, welche die Bereiche Lungenerkrankungen, Allergologie und Schlafmedizin konzentrierte, wurde der Gebäudekomplex der Lungenheilstätte Borna im Jahr 1998 geschlossen. Die Gebäude blieben erhalten, befinden sich jedoch gezeichnet von Vandalismus und Umwelteinflüssen in einem verfallenen Zustand. Der Chemnitzer Stadtrat beschloss im März 2011 den Abriss der Gebäude, mit dem Mitte Februar 2013 begonnen wurde.